# 378 до н. е.

## Події
- утворення Другого Афінського морського союзу.
- цар Віфінії Бас